# Грили (округ, Канзас)
Гри́ли (англ. Greeley County) — округ в штате Канзас, США. Официально образован 20 марта 1873 года. По состоянию на 2010 год, численность населения составляла 1 247 человек.

## География
По данным Бюро переписи США, общая площадь округа равняется 2 015,022 км2, из которых 2 015,022 км2 суша и 0,000 км2 или 0,000 % это водоёмы.

## Население
По данным переписи населения 2000 года в округе проживает 1 534 жителей в составе 602 домашних хозяйств и 414 семей. Плотность населения составляет 1,00 человек на км2. На территории округа насчитывается 712 жилых строений, при плотности застройки менее 1,00-го строения на км2. Расовый состав населения: белые — 93,09 %, афроамериканцы — 0,26 %, коренные американцы (индейцы) — 0,20 %, азиаты — 0,13 %, гавайцы — 0,07 %, представители других рас — 5,22 %, представители двух или более рас — 1,04 %. Испаноязычные составляли 11,54 % населения независимо от расы.
В составе 34,20 % из общего числа домашних хозяйств проживают дети в возрасте до 18 лет, 61,10 % домашних хозяйств представляют собой супружеские пары проживающие вместе, 4,50 % домашних хозяйств представляют собой одиноких женщин без супруга, 31,20 % домашних хозяйств не имеют отношения к семьям, 28,60 % домашних хозяйств состоят из одного человека, 12,80 % домашних хозяйств состоят из престарелых (65 лет и старше), проживающих в одиночестве. Средний размер домашнего хозяйства составляет 2,50 человека, и средний размер семьи 3,10 человека.
Возрастной состав округа: 28,20 % моложе 18 лет, 6,80 % от 18 до 24, 27,30 % от 25 до 44, 19,90 % от 45 до 64 и 19,90 % от 65 и старше. Средний возраст жителя округа 39 лет. На каждые 100 женщин приходится 98,40 мужчин. На каждые 100 женщин старше 18 лет приходится 92,80 мужчин.
Средний доход на домохозяйство в округе составлял 34 605 USD, на семью — 45 625 USD. Среднестатистический заработок мужчины был 29 018 USD против 18 984 USD для женщины. Доход на душу населения составлял 19 974 USD. Около 8,20 % семей и 11,60 % общего населения находились ниже черты бедности, в том числе — 14,20 % молодёжи (тех, кому ещё не исполнилось 18 лет) и 6,80 % тех, кому было уже больше 65 лет.